# جابرييل ثيلايو
رافائيل جابرييل خوان موخيكا ثيلايو ليثيتا، المعروف باسم جابرييل ثيلايو (من مواليد هيرناني، غيبوثكوا، في 18 مارس 1911 - مدريد، 18 أبريل 1991)، كان شاعرًا إسبانيًا من جيل ما بعد الحرب الأهلية.
يُعد ثيلايو أحد أبرز ممثلي ما يُعرف بـ"الشعر الملتزم" أو "الشعر الاجتماعي". تأثر عمله وشخصيته وتشكَّلا بشكل كبير نتيجة لتعاونه الوثيق مع زوجته أمبارو غاستون. مع بلاس دي أوتيرو وأنخيلا فيغيرا أيميريتش، شُكل ما يُعرف بـ"الثالوث الباسكي" في الشعر الاجتماعي

## السيرة الذاتية
كان اسمه الكامل رافائيل جابريال خوان موخيكا ثيلايا ليثيتا، واستفاد من تنوع أسمائه لتوقيع أعماله بأسماء مختلفة مثل رافائيل موخيكا، خوان دي ليثيتا أو غابرييل ثيلايا. تحت ضغط والده، استقر في مدريد، حيث بدأ دراسة الهندسة، وعمل لفترة كمدير في شركة العائلة.
بين عامي 1927 و1935، عاش في إقامة الطلبة، حيث تعرف على فيديريكو غارثيا لوركا، وخوسيه مورينو بيا، وغيرهم من المثقفين الذين وجهوه نحو الأدب، مما دفعه لتكريس نفسه بالكامل للشعر. شارك في الحرب الأهلية الإسبانية في صفوف الجمهوريين، واعتُقل في معسكر اعتقال في بالينثيا.
في عام 1946، أسس في سان سيباستيان، مع أمبارو غاستون، سلسلة شعرية بعنوان "نورتِه"، ومنذ ذلك الحين تخلّى عن مهنته كمهندس وعن منصبه في الشركة العائلية.
هدفت مجموعة "نورتِه" الشعرية إلى أن تكون جسرًا يربط بين شعر جيل 1927، وشعر المنفى، والشعر الأوروبي. ظهرت ضمن هذه السلسلة ترجمات لأعمال راينر ماريا ريلكه، آرثر رامبو، بول إلوار وويليام بليك.
في عام 1946، نشر كتابه النثري "محاولات" (Tentativas)، الذي وقع عليه لأول مرة باسم غابرييل ثيلايا. تتسم هذه المرحلة الأولى بطابع وجودي.
في خمسينيات القرن الماضي، انخرط في تيار الالتزام الاجتماعي، مع أعمال مثل "ما عدا ذلك صمت" (1952) و*"أناشيد إيبيرية"* (1955)، الذي يُعد بحق مرجعًا للشعر الاجتماعي. إلى جانب أوخينيو دي نورا وبلاس دي أوتيرو، دافع عن فكرة شعر غير نخبوي، يخدم الأغلبية، "من أجل تغيير العالم".
في عام 1956، انتقل للعيش في حي بروسپريداد في مدريد، وهو نفس العام الذي حصل فيه على جائزة النقاد عن ديوانه "من الوضوح إلى الوضوح".
وعندما بدأ نموذج الشعر الاجتماعي يمر بأزمة، عاد ثيلايا إلى جذوره الشعرية. فنشر "الفانوس الأصم" وأعاد إصدار قصائد كتبها قبل عام 1936. كما جرب الشعر التجريبي والشعر البصري في كتابه "الحقول الدلالية" (1971). في الفترة بين 1977 و1980، نُشرت أعماله الكاملة في خمسة مجلدات.
كان معارضًا لنظام فرانكو الديكتاتوري، وبعد انتهائه، ترشح عن إقليم غيبوثكوا في الانتخابات العامة عام 1977، ضمن قائمة الحزب الشيوعي الإسباني.
في عام 1987، نشر كتابه "العالم المفتوح".
توفي في 18 أبريل 1991 في مدريد، ونُثرت رماده في مسقط رأسه هيرناني.

## المعارف
حصل على جائزة النقاد عام 1957، وجائزة "ليبيرا ستامبا" الدولية عام 1963، وجائزة "إتنا-تاورمينا" الدولية عام 1967، وجائزة أتالايا في نفس العام،
وفي عام 1986 مُنح الجائزة الوطنية للأدب الإسباني.

## أعمال شعرية
بالادات وأقوال بَسكية، 1965
ما كان ينقص، 1967
قصائد رافائيل موخيكا، 1967
المرايا الشفافة، 1968
أنشودة في شأني، 1968
الأشعار الكاملة، 1969
عمليات شعرية، 1971
حقول دلالية، 1971
اتجاه ممنوع، 1973
وظيفة الواحد، إكس، إن (1.X.N)، 1973
الحق والعكس، 1973
رمز الحماية لأربيغوريا، 1975
الخيط الأحمر (شعر سياسي مجموع)، 1977
جزء من الحرب، 1977
الأشعار الكاملة (المجلد الأول إلى السادس)، 1977-1980
صباح الخير، مساء الخير، 1978
إيبيريا الغارقة، 1978
قصائد أورفية، 1981
قصائد قبل الأخيرة، 1982
أناشيد وأساطير، 1984
ثلاثية بَسكية، 1984
العالم المفتوح، 1986
البدايات / هاستابيناك، 1990
الأشعار الكاملة، 2001-2004
رسائل، 2002

## مقالات
الفن كلغة، 1951
الشعر والحقيقة، 1959
خوان مانويل كانيخا، 1959
استكشاف الشعر، 1964
قشتالة، مختارات ثقافية (بالاشتراك مع فيليس تيرنبول)، 1960
تحقيق في الشعر، 1972
صوت الأطفال، 1972
بيكير، 1972
فضاءات تشيليدا، 1974
ما كان ينقص لغابرييل سيلايا، 1984
تأملات حول شعري، 1987

## نثر
محاولات، 1946
لاثارو يصمت، 1949
محاولات قبل الأخيرة، 1960
الواحد والآخر، 1962
الصفقات الجيدة، 1965
ذكريات بلا ذاكرة، 1980

## مسرح
التسليم، 1963
طقوس ومهازل. الأعمال المسرحية الكاملة، 1985
1. 1 2 3  مذكور في: استنادات المكتبة الوطنية الفرنسية. مُعرِّف المكتبة الوطنية الفرنسية (BnF): 11984589f. الوصول: 10 أكتوبر 2015. المُؤَلِّف: المكتبة الوطنية الفرنسية. لغة العمل أو لغة الاسم: الفرنسية.
2. 1 2  مذكور في: فايند أغريف. مُعرِّف فرد في قاعد بيانات "أَوجِد شاهدة قبر" (FaG ID): 7293333. باسم: Gabriel Celaya. الوصول: 9 أكتوبر 2017. لغة العمل أو لغة الاسم: الإنجليزية.
3. 1 2  مذكور في: قاموس السيرة الذاتية الإسبانية. مُعرِّف فهارس التَّراجم الإسبانية: 11917/rafael-mugica-celaya. باسم: Rafael. Múgica Celaya. الوصول: 9 أكتوبر 2017. المُؤَلِّف: عدة مؤلفين. الناشر: الأكاديمية الملكية للتاريخ. تاريخ النشر: 2011. لغة العمل أو لغة الاسم: الإسبانية.
4. ↑  مُعرِّف "كُونُور" (CONOR): 61515363. مذكور في: CONOR.SI.
5. 1 2 3 4  "أرشيف الفنون الجميلة". اطلع عليه بتاريخ 2021-04-01.
6. ↑  وصلة مرجع: http://archivo.ugr.es/pages/trabajosdocumentos/honoriscausa.